# Nordfrisiska öarna

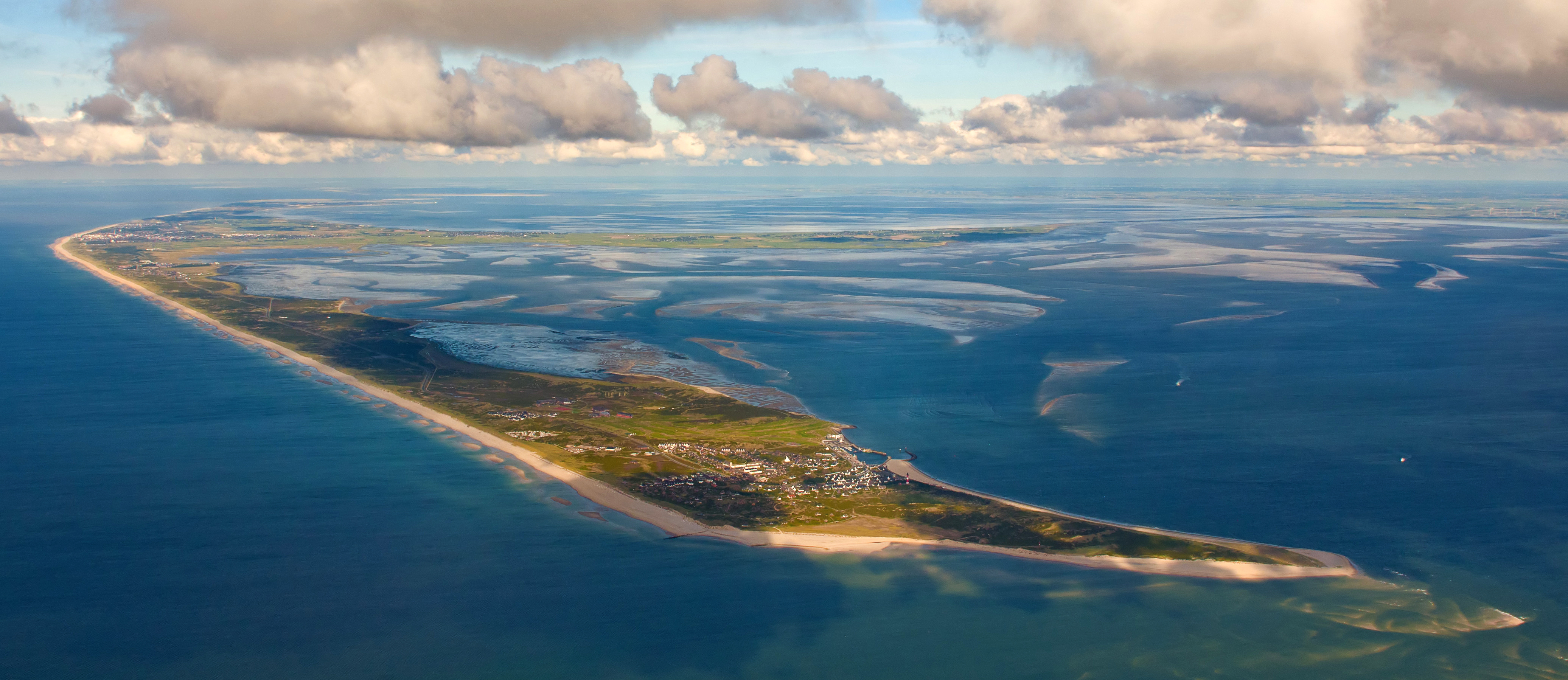
Sylt

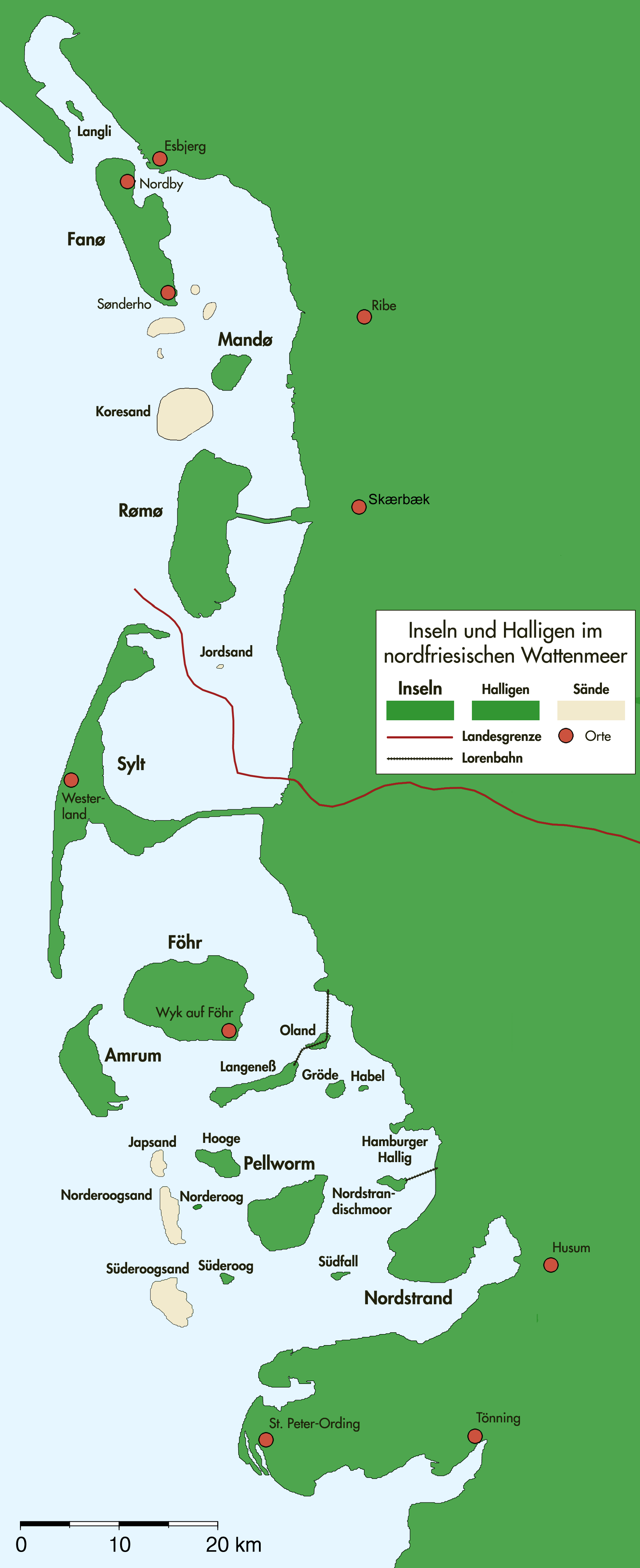
Karta över de Nordfrisiska öarna

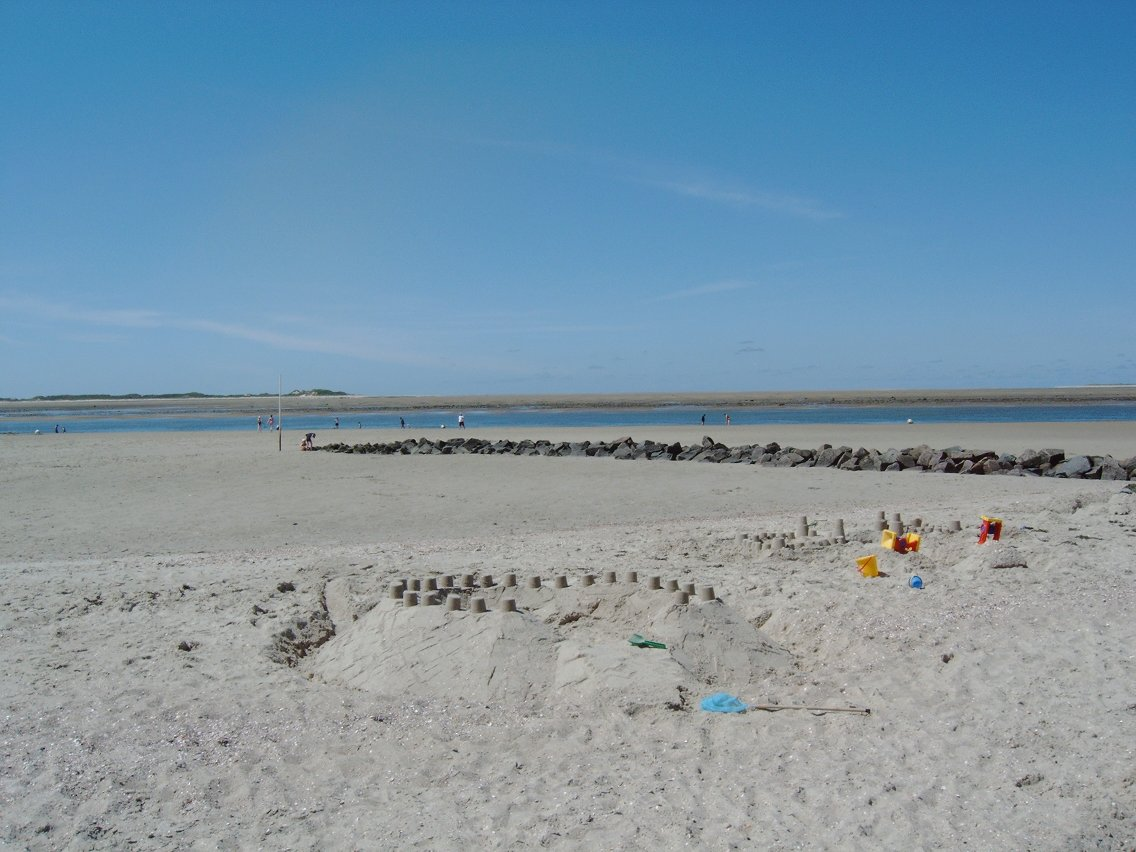
Stranden vid Utersum på Föhr med utsikt mot Amrum

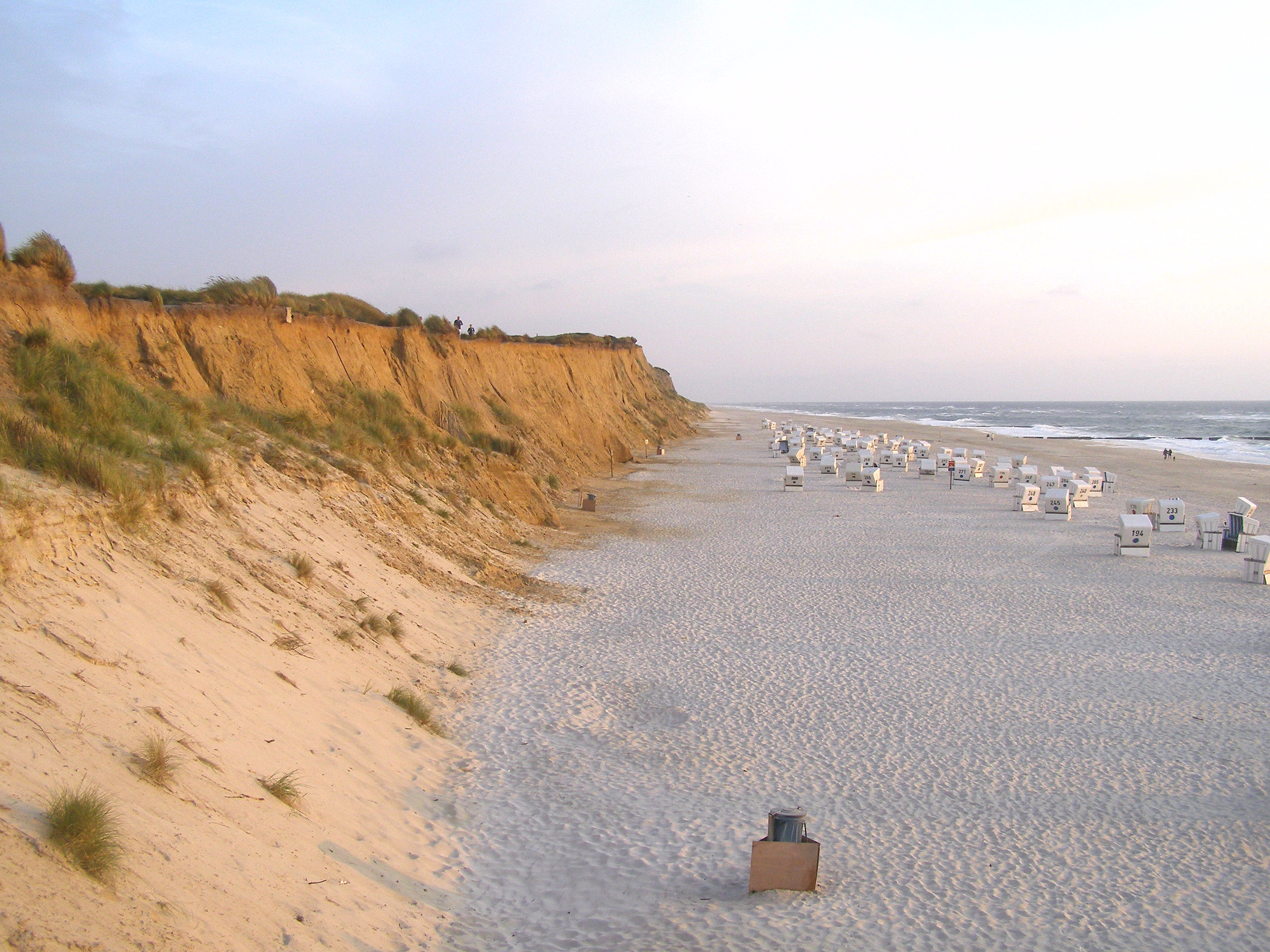
Rotes Kliff vid Kampen på Sylt

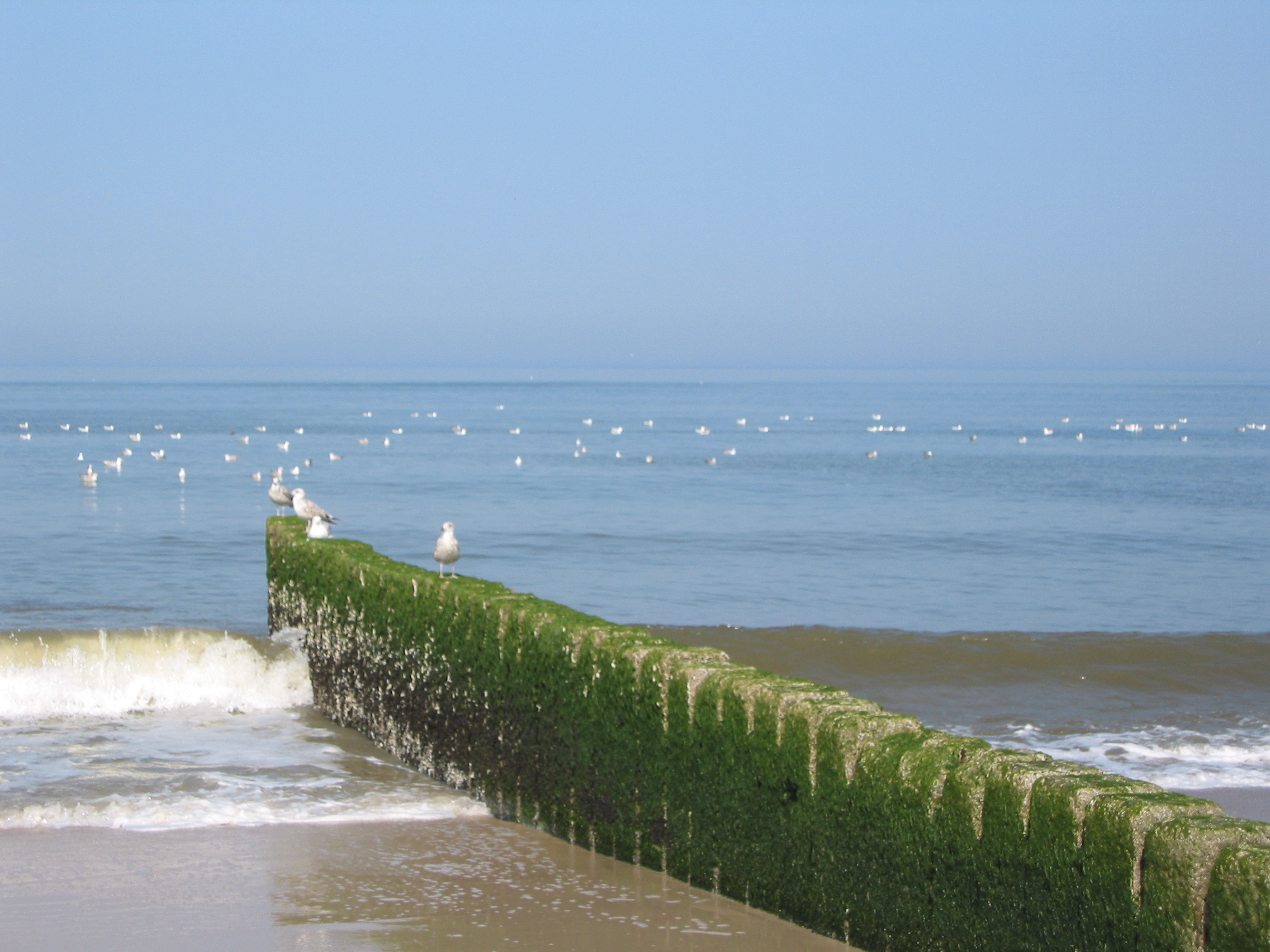
Stranden vid Westerland på Sylt

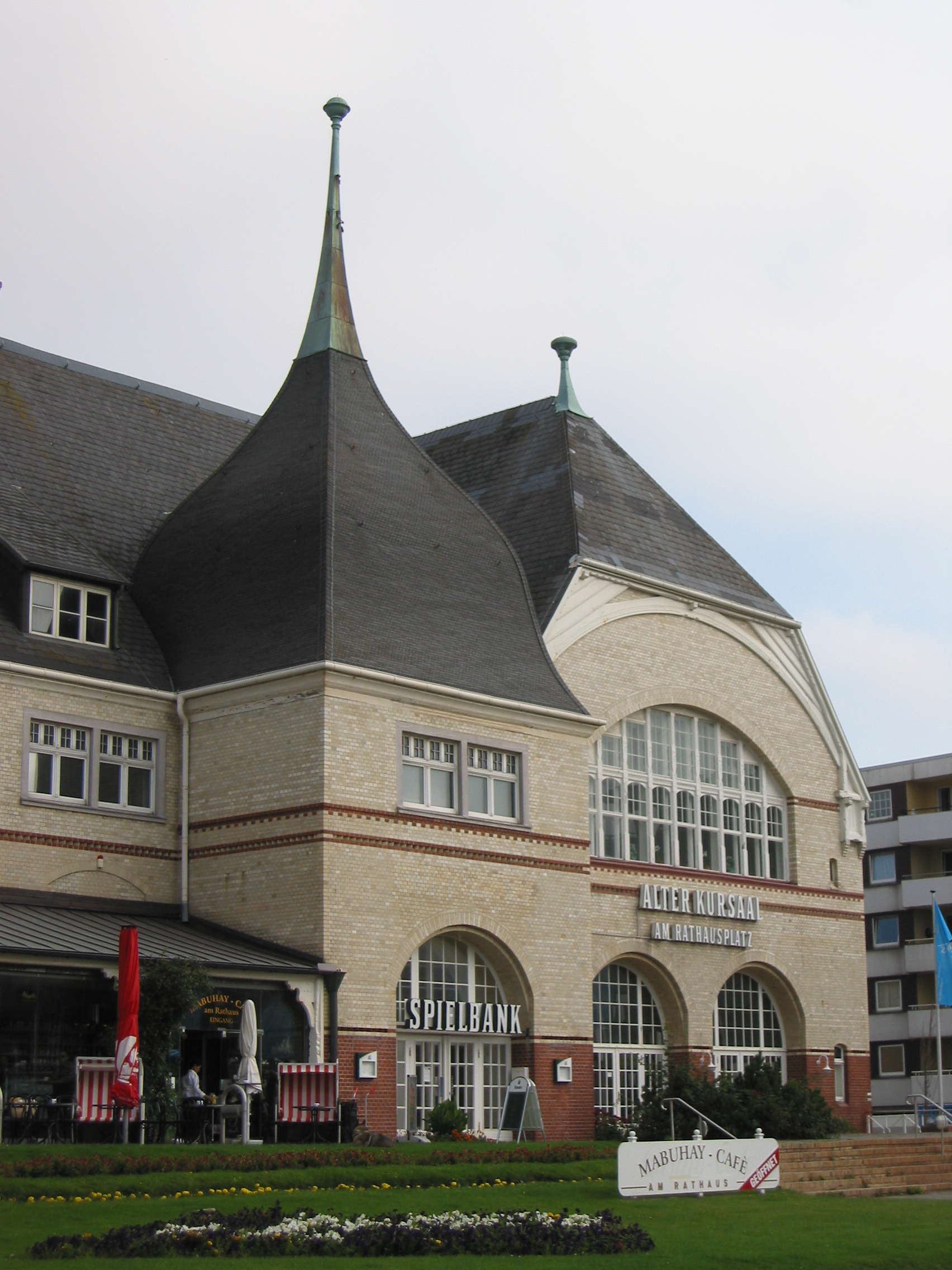
Gamla kurhuset i Westerland på Sylt

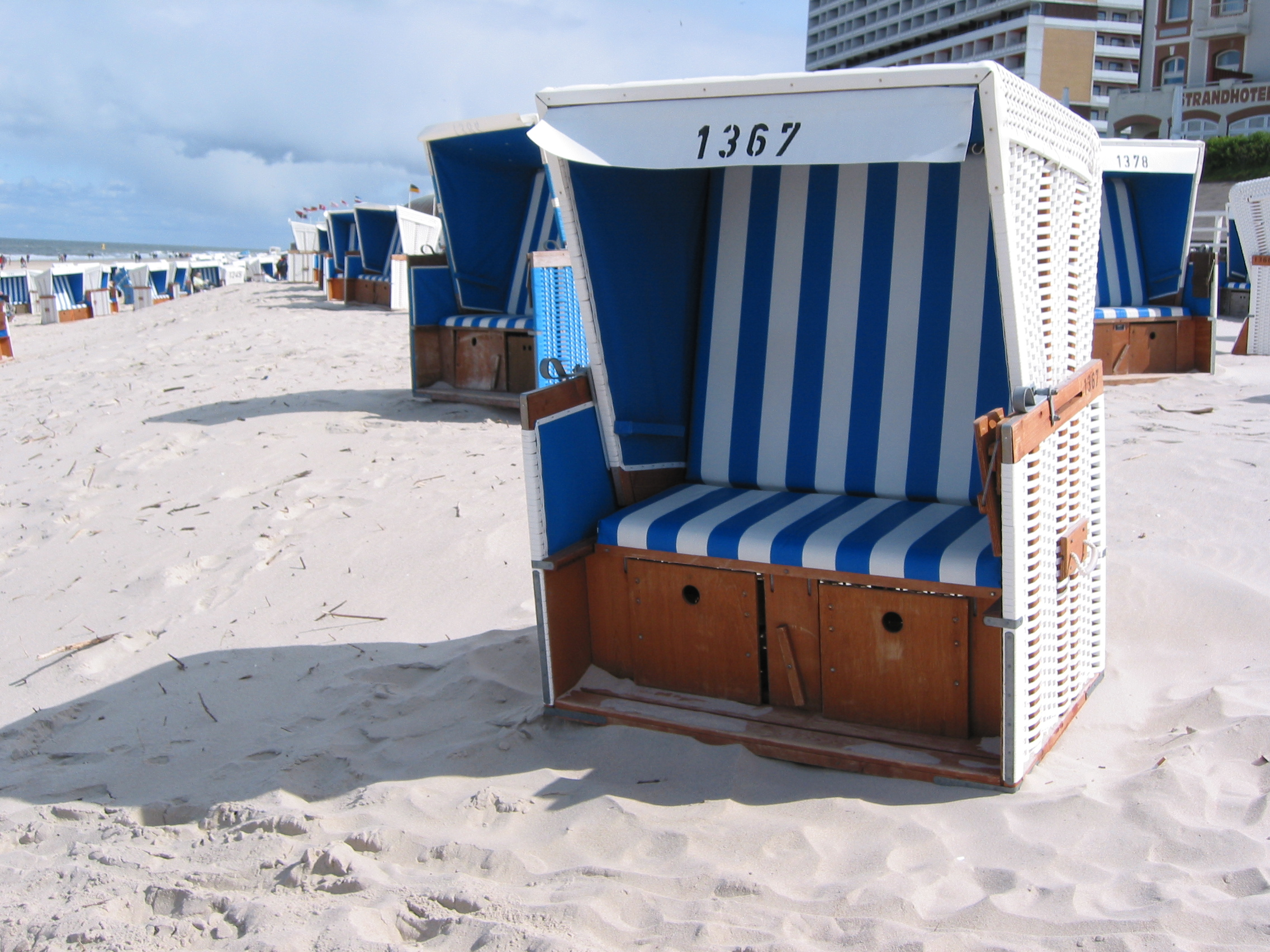
Strandkorgar för badgäster vid Westerland på Sylt

Nordfrisiska öarna är en ögrupp i Vadehavet, en del av Nordsjön, utanför Schleswig-Holsteins västkust. De tyska öarna är en del av Nationalpark Schleswig-Holsteinisches Wattenmeer och tillhör administrativt Kreis Nordfriesland. Ofta inkluderas även Helgoland och de danska öarna utanför Jyllands västkust i ögruppen. Förutom öarna finns även ett flertal holmar i området, så kallade hallig.

## De tyska öarna
Det finns fyra större öar och tio små holmar (hallig). De stora öarna är:
- Sylt[2] (danska: Sild, frisiska: Söl)
- Föhr[2] (danska: Før, frisiska: Feer)
- Amrum[2] (frisiska: Oomram)
- Pellworm[2] (danska: Pelvorm, frisiska: Polweerm)

Dessutom finns ett antal holmar (hallig):
- Oland (danska: Øland)
- Langeneß (danska: Langenæs, frisiska: Nees)
- Gröde (danska: Grøde, frisiska: di Grööe)
- Habel
- Hamburger Hallig
- Hooge (danska: Hoge, frisiska: Huuge)
- Nordstrandischmoor (danska: Nordstrandmose, Nordstrand Mor)
- Norderoog (danska: Nørreog)
- Süderoog (danska: Sønderog)
- Südfall (danska: Sydfald)

Den största av öarna är Sylt, vilken har en yta på omkring 100 km² och järnvägsförbindelse med fastlandet. Den huvudsakliga bosättningen på ön är orten Westerland. Norra delen av ön är Tysklands nordligaste punkt. Turismen är en viktig näring på Sylt.
Föhr är den nästa största ön och även där är turismen viktig. Öns yta uppgår till 82 km². Det finns sexton äldre små byar på ön, vissa har funnits sedan medeltiden. Huvudorten är Wyk på sydöstra kusten. Det finns inga broar till Föhr från fastlandet, men det går en färja till Wyk.
Även Amrum är populär bland turister, men inte i lika hög grad som Sylt. Ön har en yta på 20 km² och västra halvan av ön består av en strand som är 12 kilometer lång och en kilometer bred. Byarna ligger på östra stranden, den största är Wittdün.
Pellworm och halvön Nordstrand är resterna av den sjunkna ön Strand. Huvudorten på den sjunkna ön var Rungholt, som förstördes i en storm år 1362, 272 år innan en annan storm förstörde resten av ön. Nordstrand har en total yta om 49 km², Pellworm en på 37²
Mindre rester av Strand finns även i form av de tio holmarna (hallig). Husen på dessa småöar är byggda på konstgjorda kullar, så kallade terp. Dessa holmar har inga skyddsvallar, varför översvämningar förekommer i samband med stormfloder.

## De danska öarna
De danska öarna är:
- Langli (en så kallad hallig)
- Fanø[2] (färjeförbindelse med Esbjerg)
- Mandø[2] (tidigare en hallig, sedan 1937 finns skyddsvallar, väg genom Vadehavet farbar vid ebb)
- Koresand (en sandbank i Vadehavet, räknas varken som ö eller hallig)
- Rømø[2] (damm med vägförbindelse till fastlandet samt färja till Sylt)
- Jordsand (tidigare en hallig, förstörd 1999)

Fanø ligger strax utanför Esbjerg och nås med hjälp av färja. Huvudorterna på Fanø är Nordby och Sønderho. Ön är 16 kilometer lång och fem kilometer bred, med en yta på 56 km². 2005 hade ön omkring 3 169 invånare. Hela öns västkust utgörs av sandstrand, och nordväst om ön finns en stor sandbank. På ön finns också en hed och en liten tallskog.
Mandø är en mindre ö som ligger längre söderut, lite längre ifrån fastlandet, och påminner om de mindre tyska öarna i ögruppen. Stora delar av öbornas historia handlar om att försöka återta ön från havet.
Rømø är den sydligaste av öarna i gruppen, och den är sammankopplad med danska fastlandet med en vägbank. Ön ligger omkring tre kilometer från den tyska grannön Sylt, med vilken den är sammanbunden med färja. Det finns flera mindre samhällen på ön.
Langli är den minsta och nordligaste av Danmarks öar i gruppen. Den var en gång i tiden en halvö vars landbrygga dränkts av havet genom åren. Ön kan vid ebb nås från fastlandet till fots, och är cirka 0,8 km² stor. På den finns en forskningsstation.

## Historia
De nordfrisiska öarna har uppstått genom de många stormfloder som har drabbat området längs Nordsjökusten under århundradenas lopp.
Öarna befolkades på 900-talet av friser och danskar (jyllänningar). De öar som befolkades av friser bildade tillsammans området Uthlande mellan Eiderstedt och Sylt. Nordfriserna i Uthlande var direkt underställda den danske kungen. Senare kom Uthlande att bli en del av hertigdömet Schleswig. Efter andra schleswigska kriget blev 1866 öarna från Nordstrand till Rømø preussiska. Efter folkomröstningen 1920 slogs fast att den dansk-tyska gränsen skulle gå mellan Sylt och Rømø.
På Sylt, Föhr, Amrum och flera av holmarna talas fortfarande nordfrisiska.